# More danico

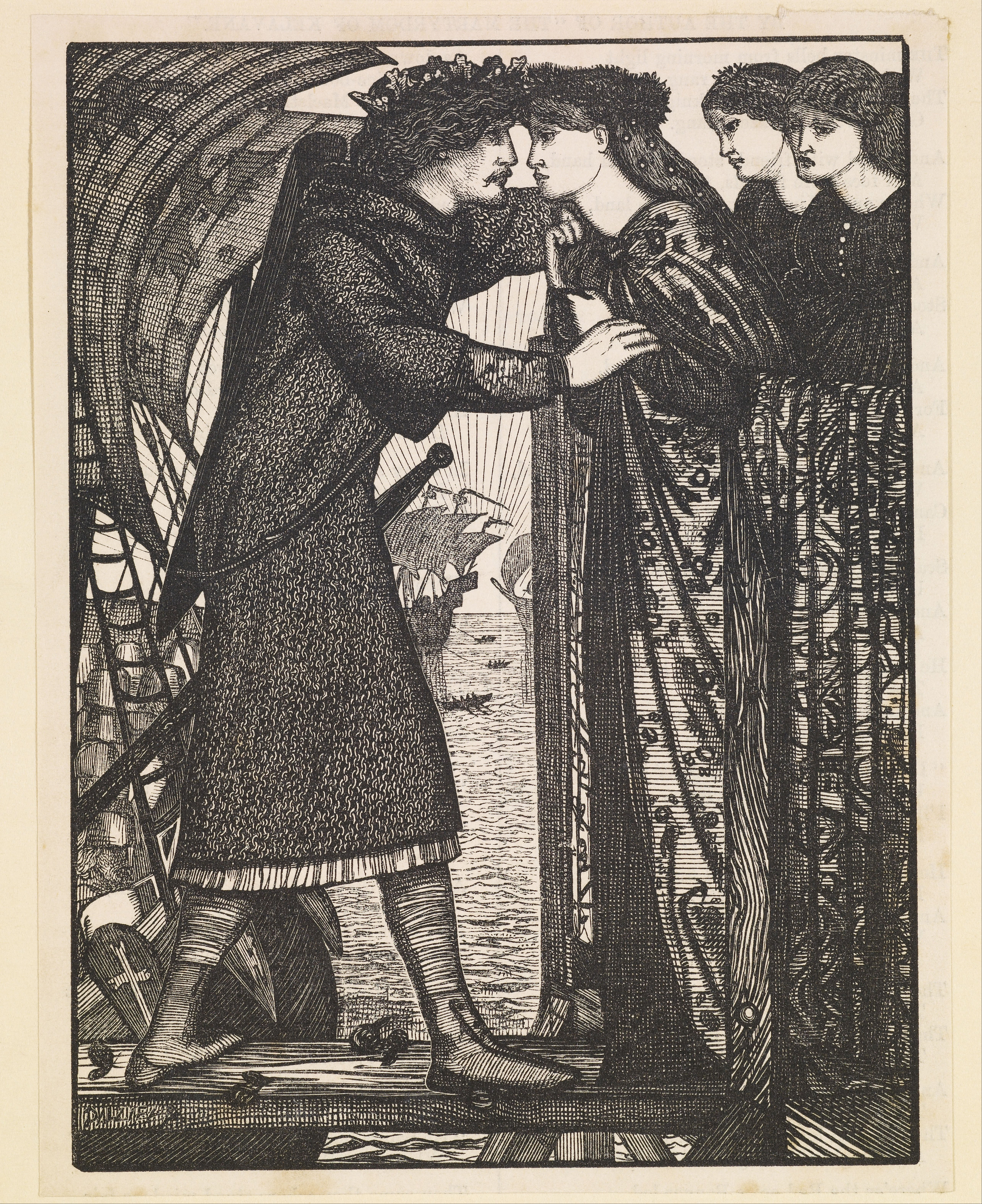
Sigurd I di Norvegia nato da un'unione non secondo gli usi cristiani (concubinato o more danico) come lo furono le unioni da cui ebbe tutta la sua discendenza

La locuzione more danico è un'espressione del latino medioevale che può essere tradotta come "alla maniera danese" o "secondo le usanze norrene". Indica un tipo di matrimonio tradizionale, che era in uso nel Medioevo nel nord Europa, in particolare presso i Normanni.
(Freeman, p. 624)
Gli esempi di unioni more danico che ci sono pervenuti riguardano donne che, pur di alto ceto sociale, avevano una posizione in qualche modo inferiore alle consorti unite con matrimoni canonici; tuttavia i figli nati dalle unioni more danico, per tradizione e per diritto consuetudinario, erano considerati di rango pari e dotati di pari diritti, anche successori. Diversi figli more danico divennero per successione re o duchi.

## L'istituzione
Il more danico permetteva la poligamia (seriale o simultanea), ma non ne è sinonimo. Progressivamente scoraggiata dalla Chiesa cristiana, la pratica del more danico gradualmente cessò.
(Reynolds, p. 112)
Il termine "laico" qui non sarebbe da interpretare come se non vi fosse alcun contesto religioso germanico. Sebbene i possibili rituali rimangano sconosciuti, si può assumere che fosse una forma di handfasting.
I diritti della moglie nel more danico rimangono incerti e il "mettere da parte" una moglie more danico poteva avvenire apparentemente su semplice volontà del marito. Spesso avveniva per l'intenzione di sposare more christiano una donna di più alto ceto sociale, ma poiché sono diversi i casi di mariti tornati alla moglie more danico, è possibile che tale unione fosse meramente sospesa o continuasse in incognito. Poteva essere anche completamente dissolta, così che la donna fosse libera di risposarsi. Si ignora se il suo consenso fosse necessario.
Più raramente, si utilizzava per legittimare un rapimento, come tra Rollone e Poppa (figlia di Berengario, conte franco di Bayeux e marchese di Neustria, ucciso dallo stesso Rollone nella presa della città), ma non era un suo uso caratteristico.
Mentre il diritto romano non distingueva tra fuga d'amore e rapimento (entrambi raptus in parentes), la distinzione era significativa presso le popolazioni germaniche. In aggiunta, secondo Reynolds, il consenso dei parentes era richiesto nel more danico. Questo consenso poteva tuttavia essere conseguito anche dopo il fatto, in caso di fuga d'amore.
I sostenitori della teoria del Friedelehe affermano che tale istituzione lasciò delle vestigia nel matrimonio morganatico, ma tale interpretazione è alquanto discussa.

## Status dei matrimonimore danicoin una società cristiana
(Taylor, pp. 66-67)

Perlomeno così fu, finché la coscienza delle nazioni occidentali si sviluppò e le leggi nazionali furono codificate. Allora divenne la norma che tutte le persone in un Paese dovessero essere soggette alle stesse leggi. In precedenza, ogni uomo doveva rendere conto alle leggi della propria gente.
(Taylor, p. 66)
Accettando il battesimo e il vassallaggio sotto il re cristiano Carlo III di Francia dopo il trattato di Saint-Clair-sur-Epte nel 991, Rollone aveva posto i vichinghi normanni sull'inevitabile strada della cristianizzazione, pur mantenendo alcune antiche consuetudini. Questa in particolare, poté comunque essere praticata per diverso tempo, per quanto scoraggiata subito dalla Chiesa e successivamente usata anche politicamente per denigrare l'onore e mettere in dubbio la titolarità dei diritti ereditari; si menziona a titolo di esempio che Guglielmo il Conquistatore, figlio di Roberto I di Normandia, era chiamato anche Guglielmo il Bastardo (in francese Guillaume le Bâtard) in quanto nato da una unione more danico. La necessità di un sacerdote alla cerimonia di matrimonio fu definitivamente ufficializzata solo con il concilio di Trento l'11 novembre 1563.

## Esempi storici
Alcuni personaggi storici di cui si ha notizia certa di un loro matrimonio more danico sono:
- Rollone con Poppa di Bayeux
- Guglielmo I di Normandia con Sprota, della Bretagna inferiore.
- Roberto I di Normandia con Herleva di Falaise
- Aroldo II d'Inghilterra con Ealdgyth Swan-neck
- Riccardo I di Normandia con Emma di Parigi e successivamente con Gunnora di Normandia
- Riccardo II di Normandia con Papie (o Papia)
- Riccardo III di Normandia in seconde nozze con donna ignota

Diversi storici moderni hanno applicato il termine anche a varie unioni irregolari o concubinati di diversi monarchi dell'epoca vichinga, tra cui Canuto I d'Inghilterra con Ælfgifu di Northampton, Harald I di Norvegia con più consorti/concubine, Cerball mac Dúnlainge e Magnus III di Norvegia, accomunati dal fatto di aver avuto figli al di fuori dei matrimoni regolari ma con pieni diritti ereditari. Inoltre, sebbene incerto e poco confermato a causa dell'omonimia con il fratellastro illegittimo, è possibile che l'ultimo re di Sicilia della dinastia Hohenstaufen Corradino di Svevia si sia sposato more danico (o comunque in maniera morganatica) con una nobile siciliana ed abbia avuto da lei due figli prima di sposarsi ufficialmente per procura con Sofia di Landsberg, da cui non ebbe figli.